# Studio Azzurro
Studio Azzurro ist eine italienische Gruppe von Medienkünstlern, die 1982 von Fabio Cirifino (Fotografie), Paolo Rosa (visuelle Kunst und Film) und Leonardo Sangiorgi (Grafik und Trick) in Mailand gegründet wurde. In ihr trafen sich Pioniere der elektronischen Kunst und der Videokunst.
2013 ist die Gruppe an der Gestaltung des Pavillons der Vatikanstadt für die Kunstbiennale von Venedig beteiligt.

## Werke

### Installationen/Videokunst
- 1982: Luci di inganni
- 1984: Due piramidi
- 1984: Il nuotatore
- 1985: Vedute
- 1989: Storie percorse
- 1990: Traiettorie celesti
- 1992: Il giardino delle cose
- 1993: Il viaggio

### Interaktive Installationen
- 1995: Tivoli: Perché queste mani mi toccano?
- 1995: Coro
- 1996: Totale della battaglia
- 1997: Il giardino delle anime
- 1997: Il soffio sull’angelo
- 1998: Il gorgo
- 1999: Landing Talk
- 2000: Il bosco
- 2000: Dove va tutta ‘sta gente?
- 2001: Tamburi a Sud
- 2002: Le zattere dei sentimenti
- 2003: Meditazioni Mediterraneo

### Projekte für Museen
- 2000: Museo Audiovisivo Della Resistenza
- 2000: Museo Trilussa
- 2000: Museo Dandrade
- 2001: Museo dell’industria e del lavoro di Sesto